# 87 Silvija
87 Silvija (mednarodno ime 87 Sylvia ) je velik trojni asteroid tipa X v glavnem asteroidnem pasu. Pripada družini asteroidov Sibela. Silvija je bil prvi asteroid za katerega se je vedelo, da ima dve luni.

## Odkritje
Asteroid je odkril Norman Robert Pogson (1829 – 1891) 16. maja 1866.. Asteroid je poimenovan po Reji Silviji, materi Romula in Rema v rimski mitologiji.

## Lastnosti
Asteroid Silvija obkroži Sonce v 6,52 letih. Njegova tirnica ima izsrednost 0,080, nagnjena pa je za 10,855° proti ekliptiki. Njegove mere so (385 × 265 × 230 ± 10) km, okrog svoje osi pa se zavrti 5,18 urah. Asteroid Silvija je zelo temen asteroid. Verjetno ima zelo preprosto zgradbo. Odkritje dveh njegovih naravnih satelitov je omogočilo precej točno določanje mase in gostote. Za gostoto so dobili vrednost samo 1,2-krat večjo od gostote vode, kar kaže na to, da je asteroid zelo porozen (od 25 do 60% njegove prostornine je praznine) . Vsekakor je asteroid v resnici precej podolgovata gruča delcev. Okrog svoje osi se vrti relativno hitro, za en obrat potrebuje samo 5,18 ur, kar da ob ekvatorju hitrost okoli 230 km/h. Krajša os je tudi os vrtenja. Posnetki kažejo, da poli asteroida kažejo proti ekliptičnima koordinatama (β, λ) = (+62.6°, 72.4°) (napaka je samo 0,5°), kar da za naklon tira okoli 29,1°.

## Naravni sateliti
Asteroid Silvija ima dva majhna naravna satelita. Njuni imeni sta (87) Silvija I Romul (Romul) in (87) Silvija I Rem (Rem). Verjetno sta obe luni po zgradbi podobni asteroidu Silvija in sta v resnici velika gruča ostankov trka asteroidov. Ostanki so združeni v skupino zaradi medsebojnih gravitacijskih sil.

### Romul
Luno Romul sta odkrila Michael E. Brown in Jean-Luc Margot 18. februarja 2001 s pomočjo Daljnogleda Keck II. Njegov premer je približno 18 km, od asteroida Silvija je oddaljen 1356 ± 5 km, obkroži pa ga v 87,59 urah.
Velika je tudi verjetnost, da okoli asteroida Silvija kroži še več manjših lun. Celoten sistem je nastal ob velikem trku asteroidov.

### Rem
Drugo luno so odkrili čez tri leta 9. avgusta 2004 na Observatoriju v Parizu. Odkritelji so bili Franck Marchis iz Univerze Kalifornije v Berkeleyju in Pascal Descamps, Daniel Hestroffer, in Jérôme Berthier z Observatorija v Parizu v Franciji. Njegov premer je 7 ± 2 km, od asteroida Silvija kroži na razdalji 706 ± 5 km, za eno obkroženje pa potrebuje 33,9 ur. 

### Lastnosti lunarnega sistema
Na površini asteroida Silvija izgledata obe luni skoraj enako veliki. Romul je zunanja luna in na površini Silvije izgleda velik okoli 0,89°, luna Rem pa ima navidezno velikost okoli 0,78°. Ker pa ima Silvija zelo nepravilno obliko, se te velikosti spreminjajo tudi za 10%. Obe luni krožita v isti ravnini. To pomeni, da pride do njinih medsebojnih okultacij vsakih 2,2 dni. V enem obhodu Silvije okrog Sonca lahko pride tudi dvakrat do pojava, ki je podoben kot je na Zemlji Sončev mrk. Na tej oddaljenosti ima Sonce še samo 0,15° navideznega premera. 
Če pa bi opazovali Silvijo na površini lune Rem (notranja luna), bi se nam ta zdela velikanska, saj bi imela navidezno velikost 30° × 18°, s površine lune Romul pa bi bila velika med 1,59° in 0,50°. S površine Romula meri Silvija 16° × 10°, Remus pa meri med 0,62 in 0,19°.